# Filmfare Awards (2002)
47-я церемония награждения Filmfare Awards проводилась 16 февраля 2002 года, в городе Бомбей. На ней были отмечены лучшие киноработы на хинди, вышедшие в прокат до конца 2001 года.

## Главные награды

### Лучший фильм
Лагаан: Однажды в Индии  
- Император
- Любящие сердца
- Беглецы
- И в печали, и в радости...

### Лучший режиссёр
Ашутош Говарикер – Лагаан: Однажды в Индии 
- Анил Шарма – Беглецы
- Фархан Ахтар – Любящие сердца
- Каран Джохар – И в печали, и в радости...
- Сантош Сиван – Император

### Лучший актёр в главной роли
Аамир Кхан – Лагаан: Однажды в Индии 
- Аамир Кхан – Любящие сердца
- Амитабх Баччан – Отражение
- Шах Рукх Кхан – И в печали, и в радости...
- Санни Деол – Беглецы

### Лучшая актриса в главной роли
Каджол – И в печали, и в радости... 
- Амиша Патель – Беглецы
- Карина Капур – Император
- Каришма Капур - Роковая любовь
- Табу – Танцующая на грани

### Лучшая мужская роль второго плана
Акшай Кханна – Любящие сердца 
- Аджай Девган – Беглянка
- Амитабх Баччан – И в печали, и в радости...
- Ритик Рошан – И в печали, и в радости...
- Джеки Шрофф – Приятные воспоминания

### Лучшая женская роль второго плана
Джая Бхадури – И в печали, и в радости... 
- Карина Капур – И в печали, и в радости...
- Мадхури Диксит – Беглянка
- Прити Зинта – Чужой ребёнок
- Рекха – Беглянка

### Лучший женский дебют
Бипаша Басу – Коварный незнакомец 

### Лучшая комическая роль
Саиф Али Кхан – Любящие сердца 
- Говинда – Славная парочка
- Говинда – Опасная сделка
- Джонни Левер – Коварный незнакомец
- Пареш Раваль – Прелестная квартирантка

### Лучшая отрицательная роль
Акшай Кумар – Коварный незнакомец 
- Афтаб Шивдасани – Ловушка для адвоката
- Амриш Пури – Беглецы
- Манодж Баджпаи – Отражение
- Урмила Матондкар – Любовь, сводящая с ума

### Лучший сюжет
Лагаан: Однажды в Индии – Ашутош Говарикер 

### Лучший сценарий
Любящие сердца – Фархан Ахтар 

### Лучший диалог
И в печали, и в радости... – Каран Джохар 

### Сцена года
И в печали, и в радости... 

### Лучшая музыка к фильму
Лагаан: Однажды в Индии – А.Р. Рахман 
- Любящие сердца – Шанкар–Эхсан–Лой
- Беглецы – Уттам Сингх
- И в печали, и в радости... – Джатин Лалит
- Очарование любви – Ану Малик

### Лучшая песня к фильму
Лагаан: Однажды в Индии – Джавед Ахтар for Radha Kaise Na Jale 
- Беглецы – Ананд Бакши for Uddja Kaale Kawan
- И в печали, и в радости... – Анил Пандеу for Suraj Hua Madham
- И в печали, и в радости... – Самир for И в печали, и в радости...
- Лагаан: Однажды в Индии – Джавед Ахтар for Mitwa

### Лучший мужской закадровый вокал
Лагаан: Однажды в Индии – Udit Narayan for Mitwa 
- Коварный незнакомец – Аднан Сами for Mehbooba
- Любящие сердца – Шаан for Koi Kahe Kehta Rahe
- Беглецы – Udit Narayan for Uddja Kaale Kawan
- И в печали, и в радости... – Сону Нигам for Suraj Hua Madham

### Лучший женский закадровый вокал
Лагаан: Однажды в Индии – Alka Yagnik for O Re Chorri 
- Отражение – Васундхара Дас for Rabba Rabba
- Император – Alka Yagnik for San Sanana
- Любящие сердца – Alka Yagnik for Jaane Kyun
- Роковая любовь – Кавита Кришнамуртхи for Dheeme Dheeme

### Награда имени Р.Д. Бурмана
Шанкар–Эхсан–Лой – Любящие сердца 

### Лучшая постановка боевых сцен
Беглецы – Тинну Верма 

### Лучшая работа художника-постановщика
И в печали, и в радости... – Шармишта Рой 

### За влияние в киноиндустрии
Отражение – Ранджит Барот 

### Лучшая хореография
Любящие сердца – Фара Кхан для Woh Ladki Hai Kahan 

### Лучшая операторская работа
Император – Сантош Сиван 

### Лучший монтаж
Любящие сердца – А. Шрикар Прасад 

### Лучший звук
Отражение – Rakesh Ranjan 

### Специальная награда
Равина Тандон для Отражение и Амиша Патель для Беглецы 

### Награда за пожизненные достижения
Гулзар и Аша Парех 

## Выбор критиков

### Лучший фильм
Любящие сердца 

### Лучшая актёр
Амитабх Баччан – Отражение 

### Лучшая актриса
Каришма Капур – Роковая любовь 

## Наибольшее количество номинаций и побед
Наибольшее количество номинаций:
- 15 номинаций: И в печали, и в радости...
- 11 номинаций: Любящие сердца
- 9  номинаций: Лагаан: Однажды в Индии & Беглецы
- 5  номинаций: Император & Отражение
- 4  номинаций: Коварный незнакомец

Наибольшее число побед:
- 8 побед: Лагаан: Однажды в Индии
- 5 побед: Любящие сердца & И в печали, и в радости...
- 2 победы: Отражение & Коварный незнакомец.
- 1 победа: Император,  & Беглецы